# TvOS
tvOS，舊稱Apple TV Software，是蘋果公司為第二代及以後的Apple TV數位媒體播放器開發之操作系統，在2015年發表。它基於iOS操作系統，並具有許多相似的框架、技術和概念。
用於第二代和第三代Apple TV的tvOS具有多個內建app，但不支援第三方app。
據傳在2015年9月9日舉行的Apple 2015年9月活動之前，第四代Apple TV通過App Store支持第三方軟體。
2015年9月9日，在Apple 2015年9月的活動上，Apple宣布了支援第三方app的第四代Apple TV。 蘋果將操作系統名稱更改為「tvOS」，採用了他們在其他操作系統（iOS和watchOS）上使用的駝峰式大小寫命名法。

## 歷史
2015年10月30日，tvOS 9.0附帶了第4代Apple TV。2015年11月9日，發布了tvOS 9.0.1，主要是為了解決一些小問題而進行的更新。
tvOS 9.1於2015年12月8日與OS X 10.11.2、iOS 9.2和watchOS 2.1一起發布。除了這些更新，Apple還更新了iOS和WatchOS上的Remote，從而為第四代Apple TV提供了基本的遠程功能（以前該應用程式僅適用於Apple TV的先前版本）。
2015年11月25日，Facebook推出了他們的tvOS SDK，允許應用程式登錄到Facebook，共享到Facebook並以與iOS應用程式相同的方式使用Facebook Analytics。
2015年12月2日，Twitter推出了他們的tvOS登錄身份驗證服務「Digits」，允許用戶使用在線提供的簡單、唯一代碼登錄應用程式和服務。
2016年3月11日，盤古小組在Twitter上宣布，他們將為運行tvOS 9.0至9.0.1的Apple TV 4創建一個新的越獄工具，並將在下週發布。
2016年6月13日，在WWDC 2016上，蘋果公司網際網路服務高級副總裁Eddy Cue宣布了下一個主要版本的tvOS 10。tvOS 10帶來了新功能，例如Siri搜索增強、有線電視訂閱的單點登錄、黑暗模式，以及用於控制Apple TV的新Remote應用程式，並於2016年9月13日與iOS 10一起正式發布。
2020年4月13日，發現蘋果的Siri、智慧型喇叭、HomePod開始運行tvOS軟體的變體。
2020年6月22日，在WWDC 2020上，宣布了tvOS 14。tvOS 14帶來了對HomeKit和4K YouTube影片的支援，並於2020年9月16日與iOS 14和iPadOS 14一起正式發布。
2021 年 6 月 7 日，在 Apple 的 WWDC Keynote 期間，tvOS 15 被宣布。 tvOS 15 帶來了新功能和改進，包括 SharePlay、電視應用程序上新的”Share With You”部分，以及通過語音命令播放內容的能力。

## 輔助功能
tvOS是基於iOS設計的，因為tvOS繼承了iOS和macOS的許多輔助功能。
tvOS包括Apple的語音控制、縮放和Siri技術，以幫助盲人和視力障礙者。Apple的螢幕閱讀器語音控制支持30多種語言，使視障用戶可以了解視覺顯示內容，並輸入對螢幕提示的回應。語音控制使用的手勢與其他Apple產品（輕拂、敲擊和旋轉）相似。
與其他Apple產品（例如：iPhone）一樣，只需按下主螢幕按鈕三下即可啟用輔助功能，而使用Apple TV的tvOS，用戶無需任何安裝過程即可啟用語音控制。只需三按Siri Remote上的菜單按鈕，Apple TV即可指導用戶完成完整的初始設定，這一任務對於市場上大多數同類產品中的視力障礙者而言並非微不足道。
另一個可訪問性功能是通過降低電影和電視節目頁面、菜單選項卡以及操作系統其他部分上背景元素的透明度來增加螢幕上的對比度。高對比度也可以打開，並使用游標更好地描繪出重點內容。用戶還可以選擇啟用「減少動態」功能，該功能在某些螢幕操作中（例如：在主螢幕上的應用程式圖標之間移動和啟動應用程式）在視覺上更簡單，這有利於減少眼睛疲勞。
tvOS使用戶能夠觀看螢幕上帶有顯示內容音訊描述的電影。帶有音訊描述的電影在tvOS的iTunes Store中以及在Macintosh或Windows PC上的iTunes中以音訊描述圖標顯示。
將藍牙鍵盤與Apple TV上的tvOS配對可啟用另一種可訪問性功能，該功能也是語音控制的一部分。鍵入時，語音控制會反映音訊聲音，按下鍵盤上的每個字符，並在輸入時再次重複。Apple TV旨在與Apple無線鍵盤或Apple Magic鍵盤一起使用。但是，它將與幾乎所有品牌的藍牙鍵盤一起使用。
帶有和不帶有tvOS的Apple TV支援隱藏式字幕，因此聾啞或重聽者可以體驗電視劇集和長篇電影。兼容的影集和電影在Apple TV或iTunes本身上的iTunes Store中以隱藏式字幕、SDH聾啞或聽力障礙的字幕圖標表示。觀看者可以使用更有利於他們的聽力和/或視覺障礙的樣式和字體自定義情節或電影中的字幕。
Siri 遙控器上的觸摸表面是可訂製的。設置為「快速」時的「跟踪」會調整拇指的移動以放大距離，該距離與拇指在玻璃觸摸板上的移動距離有關。相反，如果將跟踪設定為慢速，則拇指在觸摸板上的較大移動將調低螢幕上的移動距離。這可以幫助殘疾人士。
iOS設備上的Apple Remote應用程式允許從iPhone、iPad或iPod Touch控制Apple TV。iOS遠程應用程序通過啟用「開關控制」來增加Apple TV的可訪問性。開關控制是一項獨特的Apple技術，可通過螢幕上的項目順序導航，並使用針對殘障人士使用的第三方藍牙開關硬體執行特定的操作（例如：選擇、點擊、拖動和鍵入）。

## 特色
tvOS 9在第四代Apple TV上提供了一些新功能。主要功能之一是能夠使用多點觸摸手勢在帶有新觸摸板遙控器的界面中移動。它引入了一個新的App Store，用戶可以在其中下載並安裝可以為Apple TV和tvOS開發應用程式的開發人員可以使用的新應用程式（例如：應用程式和遊戲）。tvOS 9增加了對Siri的支援，該功能使用戶可以執行多種操作（例如：跨應用程式搜尋電影/電視節目、倒帶、快進、當前電影的名稱和演員/導演、向後跳15秒）。tvOS添加了對Apple TV上的應用程式切換器的支援、更多的應用程式自定義選項、電影螢幕保護程式，並使用隨附的Siri遙控器以及tvOS中對HDMI-CEC的內置支援來控制電視。此外，tvOS允許用戶以多種不同方式控制Apple TV。其中包括使用附帶的Siri遙控器、與第三方通用遙控器配對、與MFi遊戲手柄配對以控制遊戲、使用iOS上的Remote應用程式以及配對藍牙鍵盤以幫助用戶進行打字體驗。

## 發展
tvOS 9附帶了開發人員導向的全新開發工具。tvOS增加了對全新SDK的支援，開發人員可以為電視構建應用程式，包括iOS 9中包含的所有API（例如：Metal）。它還添加了tvOS App Store、允許用戶瀏覽、下載和安裝各種應用程式。此外，開發人員現在可以在應用程式內部使用自己的介面。而不僅僅是只能使用Apple的介面，由於tvOS基於iOS，因此很容易使用Xcode將現有的iOS app移植到Apple TV，同時僅對app進行一些改進以更好地適應較大的螢幕。Apple免費向所有註冊的Apple開發人員提供Xcode。要為新的Apple TV開發人員，必須為應用程式圖標製作視差圖像。為此，Apple在Apple TV的開發工具中提供了Parallax導出器和預覽器。